# Luci Calpurni Pisó Cesoní (cònsol 15 aC)
Luci Calpurni Pisó Cesoní (llatí: Lucius Calpurnius L. F. L. N. Piso Caesoninus) va ser un magistrat romà fill del cònsol de l'any 58 aC Luci Calpurni Pisó Cesoní. Formava part de la gens Calpúrnia, una antiga família romana d'origen plebeu.
Havia de néixer durant la guerra civil entre Cèsar i Pompeu, perquè segons Tàcit en tenia 80 quan va morir l'any 32. Va ser cònsol l'any 15 aC junt amb Marc Livi Drus Libó i va obtenir la província de Pamfília que va governar tres anys fins que August el va cridar el 11 aC i el va enviar a fer la guerra contra els tracis que havien atacat la província de Macedònia. Després d'una guerra de tres anys va sotmetre diverses tribus tràcies i va obtenir els honors del triomf.
Tiberi li va continuar mostrant el mateix favor que August, i el va fer nomenar praefectus urbi càrrec que diu Tàcit que va exercir durant 20 anys, opinió però que no compateix Sèneca. Era un dels companys de Tiberi en les seves diversions, però no va caure mai en els desordres de l'emperador. Es diu que una vegada, després de passar tota una nit i bona part del matí en un banquet, aquell dia va poder complir les seves funcions amb total diligència. Va conservar la confiança de Tiberi i al mateix temps la ciutat l'admirava perquè en general es va caracteritzar per la seva justícia i integritat. Vel·lei Patercle, que en va escriure una biografia mentre era prefecte, el va elogiar.
Va morir l'any 32 i va ser honorat amb un funeral públic. Al moment de la seva mort era pontífex. Se sap que va deixar dos fill fills, un de nom Luci, que no s'ha pogut identificar amb cap dels Pisons coneguts. Porfiri diu que va ser a aquest Pisó i als seus dos fills a qui Horaci va dedicar la seva Art poètica, una de les Epístoles dedicades als Pisons.